# 슈퍼맨 4: 최강의 적
《슈퍼맨 4: 최강의 적》(영어: Superman IV: The Quest For Peace)는 1990년에 개봉된 영화이다.

## 줄거리
슈퍼맨은 러시아 우주 정거장 승무원을 구출하던 중, 지구에 온 캡슐과 녹색 크립톤 에너지 모듈을 발견한다. 모듈은 단 한 번만 사용 가능한 힘을 가졌다는 그의 어머니 라라의 메시지가 담겨 있었다. 한편, 메트로폴리스에서는 타블로이드 재벌 데이비드 워필드가 데일리 플래닛을 인수하고, 그의 딸 레이시 워필드가 편집장이 되면서 클라크 켄트에게 호감을 느낀다. 슈퍼맨은 미국과 소련 간의 핵무기 긴장이 고조되는 것을 보고 고독의 요새에서 조언을 구한 후, UN에서 전 세계 핵무기 폐기를 발표한다.
렉스 루터는 감옥에서 탈출하여 조카 레니 루터와 함께 메트로폴리스로 향한다. 렉스는 슈퍼맨의 머리카락을 훔쳐 유전자 매트릭스를 만들고, 이를 핵미사일에 부착한다. 슈퍼맨이 미사일을 태양으로 던지자, 에너지 폭발로 초인적인 존재인 뉴클리어맨이 탄생한다. 뉴클리어맨은 태양빛 없이는 무력해진다는 약점을 가지고 있었고, 렉스와 손을 잡는다.
슈퍼맨은 뉴클리어맨이 자유의 여신상을 메트로폴리스로 던지는 것을 막고, 뉴클리어맨에게 방사선 공격을 받아 병에 걸리지만, 크립톤 에너지 모듈로 치료한다. 슈퍼맨과 뉴클리어맨은 달에서 격렬한 싸움을 벌이고, 슈퍼맨은 달을 움직여 일식을 만들어 뉴클리어맨을 무력화시킨다. 뉴클리어맨은 레이시를 납치하지만 슈퍼맨은 그녀를 구하고, 뉴클리어맨을 핵 발전소 코어에 가두어 에너지로 변환시켜 파괴한다.
데일리 플래닛은 페리 화이트의 노력으로 다시 독립을 찾고, 슈퍼맨은 루터들을 체포하여 레니는 소년원에, 렉스는 다시 감옥에 보낸다. 슈퍼맨은 세계 평화를 위해 계속 노력할 것을 다짐하며 이야기를 마친다.

## 출연

### 주연
- 크리스토퍼 리브 - 슈퍼맨
- 진 핵크만 - 렉스

### 조연
- 재키 쿠퍼 - 페리
- 마크 맥클루어 - 지미
- 존 크라이어 - 레니
- 샘 워너메이커 - 워필드
- 마리엘 헤밍웨이 - 낸시
- 마곳 키더 - 로이스

## 한국어 더빙 성우진(KBS, 1994년 8월 20일)
- 이정구 - 클락(슈퍼맨)(크리스토퍼 리브)
- 황원 - 렉스(진 핵크만)
- 손정아 - 로이스(마곳 키더)
- 장세준 - 레니(존 크라이어)
- 박민아 - 슈퍼맨의 어머니(수재나 요크)
- 김정경 - 워필드(샘 워너메이커)
- 유민석 - 페리(재키 쿠퍼)
- 김성희 - 낸시(매리얼 헤밍웨이)
- 성병숙 - 박물관 가이드(다이애나 헌터)
- 유해무 - 혼스비(돈 펠로우즈) / 하울러(윌리엄 훗킨스) / 원로(에스몬드 나이트)
- 김종환 - 간수(맥 맥도날드)
- 이규화 - 지미(마크 매클루어)
- 장승길 - 미국 대통령(로버트 비티) / 원로(데이빗 가스)
- 송덕희 - 제레미(다미엔 매클로혼)
- 김수중 - 폴(니콜라스 콜리코스)
- 김일 - 죄수(론 트래비스) / 간수(브래들리 라벨)

## 기타
- 원작자: 조 슈스터
- 원작자: 제리 시겔
- 프로듀서: 알렉산더 샐킨드
- 미술: 존 그레이스마크
- 특수효과: 제리 시겔
- 의상: 존 브룸필드